# Baszyn
Baszyn (niem. Beschine, w latach 1937 - 1945 Hartfelde) – wieś w Polsce położona w województwie dolnośląskim, w powiecie wołowskim, w gminie Wińsko.
W latach 1975–1998 miejscowość administracyjnie należała do województwa wrocławskiego.